# Liga Necochense de Fútbol
La Liga Necochea de Fútbol es una "liga regional de fútbol" de la provincia de Buenos Aires en la República Argentina que tiene su sede en la ciudad de Necochea, cabecera del partido de homónimo.
Su fundación fue el 18 de agosto de 1930, siendo sus clubes fundadores: Ameghino, Trinchieri (hoy Rivadavia), Huracán, Independiente de Necochea (actualmente juega la Liga Independiente de Fútbol Amateur, al igual que Ameghino). Su jurisdicción comprende a los partidos de Necochea, Loberia y San Cayetano.
En sus inicios fue creada como Asociación de Fútbol de Necochea, pero después de su afiliación a la Asociación del Fútbol Argentino cambio a Liga Necochea de fútbol.

Para la temporada 2023, se disputa un Torneo de 16 equipos dividido en 2 Zona, A y B respectivamente.

## Clubes registrados
| Club                              | Localidad         | títulos: |
| --------------------------------- | ----------------- | --- |
| Defensores                        | Juan N. Fernández | 4 (1964,1967.1968,1993) |
| C.A. Del Valle                    | Necochea          | 2 (1999, 2012) |
| Deportivo La Dulce                | Nicanor Olivera   | 2 (1986, 2008) |
| Club Defensores de Puerto Quequén | Quequén           | |
| Estación Quequén                  | Quequén           | 9 (1970, 1974, 1975, 1976, 1977, 1978, 1981, 1986, 1990) |
| Gimnasia y Esgrima                | Necochea          | 0 |
| C.A. Huracán                      | Necochea          | 7 (1930, 1931, 1935, 1945, 1948, 1949, 1979) |
| C.A. Independiente (Lobería)      | Lobería           | 1 (1994) |
| C.A. Independiente (San Cayetano) | San Cayetano      | 15 (1944, 1950, 1951, 1953, 1954, 1960, 1961, 1962, 1982, 1998, 2017, 2018, 2019, 2021, 2022) |
| Jorge Newbery FC                  | Lobería           | 6 (1940, 1941, 1991, 1992, 2014, 2015) |
| CSyD Mataderos                    | Necochea          | 5 (1995, 1996, 1997, 2006, 2013) |
| Ministerio Obras Públicas         | Quequen           | 3 (1939, 2001, 2002) |
| C.A. Rivadavia                    | Necochea          | 33 (1932, 1934, 1936, 1937, 1938, 1942, 1943, 1946, 1947, 1955, 1956, 1957, 1958, 1959, 1963, 1966, 1967, 1968, 1969, 1971, 1972, 1980, 1985, 1987, 1988, 2001, 2003, 2005, 2007, 2008, 2009, 2010, 2011) |
| Sportivo San Cayetano             | San Cayetano      | 2 (1998, 2016) |
| C.S. y D. Villa del Parque        | Necochea          | 3 (1983, 1984, 2001) |
| Villa Díaz Vélez                  | Necochea          | 2 (2023, 2024) |

## Temporada 2024
| Zona A                                      | Zona A       | Zona A           |
| Club                                        | Localidad    | Año de fundación |
| ------------------------------------------- | ------------ | ---------------- |
| Club Atlético del Valle                     | Necochea     | 1946             |
| Club Atlético Independiente                 | San Cayetano | 1922             |
| Club Atlético Rivadavia                     | Necochea     | 1913             |
| Club Atlético, Social y Deportivo Mataderos | Necochea     | 1941             |
| Club Gimnasia y Esgrima                     | Necochea     | 1938             |
| Club Sportivo San Cayetano                  | San Cayetano | 1928             |
| Club Villa Díaz Vélez                       | Necochea     | 1992             |
| Jorge Newbery Football Club                 | Lobería      | 1916             |

| Zona B                                              | Zona B                    | Zona B           |
| Club                                                | Localidad                 | Año de fundación |
| --------------------------------------------------- | ------------------------- | ---------------- |
| Club Atlético Independiente                         | Lobería                   | 1923             |
| Club Atlético y Social Defensores                   | Juan Nepomuceno Fernández | 1922             |
| Club Defensores de Puerto Quequén                   | Quequén                   | 1945             |
| Club Deportivo Ministerio de Obras Públicas         | Quequén                   | 1926             |
| Club Social, Deportivo y Recreativo Nicanor Olivera | Nicanor Olivera           | 1937             |
| Club Social y Deportivo Estación Quequén            | Quequén                   | 1969             |
| Club Social y Deportivo Villa del Parque            | Necochea                  | 1961             |
| Club Social y Deportivo Huracán                     | Necochea                  | 1919             |